# Joan Malegue
Joan Malegue Vilanova (Reus, 27 de febrer de 1800 - 19 de gener de 1873) va ser un comerciant i polític català.
El seu pare, Baldiri Malegue, era un comerciant de Cotlliure instal·lat a Reus a l'últim terç del segle xix, casat amb una reusenca. Joan Malegue tenia terres a Reus, era productor i exportador de vi, i un dels majors contribuents de la ciutat el 1845. Es dedicà a la política, i el 1839 s'havia presentat per diputat, però no va ser elegit. Tres anys després, el 1842 era regidor a l'ajuntament de Reus. Continuà de regidor, i el 1846 era tercer tinent d'alcalde, fins al 1847. Es va apartar de l'ajuntament fins al 1852, quan va ser elegit regidor en les eleccions d'aquell any, amb Eduard de Toda d'alcalde-corregidor. El mes de maig de 1853 Eduard de Toda va dimitir, per haver-se suprimit el càrrec d'alcalde corregidor, i Malegue va assumir les funcions d'alcalde fins al 31 de desembre de 1853. Va seguir de regidor durant diferents anys: ho era el 1857 amb Felipe de Nassarre, i el 1859, amb l'alcalde Madremany, de qui era amic personal, va ser nomenat síndic i president de la secció de comptabilitat de l'ajuntament. El 1861, amb Gregorio de Mijares d'alcalde, va ser nomenat per a organitzar l'arxiu de la ciutat i se li assignà un pressupost propi. El 1865 deixà l'ajuntament, però el 1867 tornava a ser primer tinent d'alcalde amb l'alcalde Rosselló. L'alcaldia de la Revolució de Setembre, quan es va fer càrrec de l'ajuntament, li demanà dues capses tancades amb clau, una de les quals contenia 500 rals en metàl·lic i paper i una petita quantitat de monedes de coure falses. Les quantitats van ser ingressades a tresoreria, i les monedes falses es van vendre com a coure vell.
Políticament, Malegue era moderat, no gaire partidari de Joan Prim, al que criticà, simpatitzava amb antics carlins i amb els elements conservadors de la ciutat, encara que mantenia amistat amb els progressistes Felip Font i Josep Maria Morlius.
Va escriure un dietari de l'any 1860 que es va conservar manuscrit i es va publicar el 2004. No és una memòria històrica de tots els dies de l'any, encara que, sense profunditzar, explica allò que de més rellevant va viure. Fa una gran incidència en el temps atmosfèric, i posa de manifest els seus interessos agrícoles. Es va publicar a cura de Josep Maria Sugranyes i Ramon Amigó i porta per títol Diario y notícias de sucesos en esta ciudad con otras notas útiles durante el año 1860 (manuscrit inèdit). Reus: Associació d'Estudis Reusencs, 2004. ISBN 8493232483.